# Taijo Teniste
Taijo Teniste (* 31. ledna 1988, Tartu) je estonský fotbalový obránce a reprezentant, v současnosti hraje v klubu Sogndal Fotball.
Mimo Estonska působil v Norsku.

## Klubová kariéra
V lednu 2011 byl na testech v českém celku SK Dynamo České Budějovice.

## Reprezentační kariéra
V A-mužstvu Estonska debutoval 9. 11. 2007 v přátelském střetnutí proti domácímu týmu Saúdské Arábie, které skončilo porážkou Estonska 0:2.